# Aniba ferrea
Aniba ferrea là một loài thực vật]] thuộc họ Lauraceae. Đây là loài đặc hữu của Brasil.